# Ernst Samuel Jakob Borchward
Ernst Samuel Jakob Borchward (* 27. Februar 1717 in Berlin; † 10. Juli 1776) war ein deutscher Kirchenlieddichter.

## Leben
Ernst Samuel Jakob Borchward, geboren am 27. Februar 1717 in Berlin, war als preußischer Hofrat und Legationsrat sowie Resident zu Ansbach und Bayreuth tätig. Drei seiner Kirchenlieder wurden von Johann Samuel Diterich, mit dem er befreundet war, in sein 1765 erschienenes Gesangbuch Lieder für den öffentlichen Gottesdienst aufgenommen. Borchward starb am 10. Juli 1776 im Alter von 59 Jahren.

## Werke
- Es zieht, o Gott, ein Kriegeswetter jetzt über unser Haupt einher.
- Was ist mein Leben auf der Erden?